# Панасовка (Новомосковский район)
Панасовка (укр. Панасівка) — село,
Богатский сельский совет,
Новомосковский район,
Днепропетровская область,
Украина.
Код КОАТУУ — 1223280502. Население по переписи 2001 года составляло 991 человек.

## Географическое положение
Село Панасовка находится на правом берегу реки Богатенькая, которая через 2 км впадает в реку Орель,
выше по течению на расстоянии в 3 км расположено село Михайловка,
на противоположном берегу — село Богатое.
Рядом проходит автомобильная дорога Т-0412.

## Экономика
- Панасовский дом-интернат для престарелых и инвалидов.
- ФГ «Фортуна».

## Объекты социальной сферы
- Школа.
- Амбулатория.